# Paul Therèse van der Maesen de Sombreff
Paul Therèse van der Maesen de Sombreff (Maastricht, 25 oktober 1827 – aldaar, 14 november 1902) was Nederlandse jonkheer en politicus. Hij was onder meer Thorbeckiaans Tweede Kamerlid.
Van der Maesen de Sombreff, lid van de familie Van der Maesen de Sombreff, was een Limburgse gedeputeerde, die in 1862 minister van Buitenlandse Zaken werd in het tweede kabinet-Thorbecke. Hij had een slechte verhouding met koning Willem III en werd in 1863 door de Eerste Kamer ten val gebracht. Nadien werd hij een liberaal Tweede Kamerlid. Hij raakte in 1865 betrokken bij de Limburgse brievenkwestie, waarbij belastingverhoging in Limburg werd uitgesteld tot na de verkiezingen. Hij was een van de laatste der zogenaamde 'papo-liberalen'.

## Tweede Kamer
| Periode |
| --- |
| 20-09-1864 t/m 27-11-1865 15-12-1865 t/m 30-09-1866 28-11-1866 t/m 02-01-1868 28-02-1868 t/m 19-09-1869 20-09-1869 t/m 14-09-1873 |

- Biografisch Portaal: 04070820
- Digitale Bibliotheek voor de Nederlandse Letteren: maes022
- Parlement.com: vg09ll34k2y1